# Роза Цветкова
Роза Цветкова е българска народна певица от Пиринския край. От малка слуша песните на майка си Иванка Цветкова, от която наследява значителен репертоар, най-вече на семейно-битови теми.

## Биография
Родена е на 21 юни 1931 г. Сестра е на българския дипломат Борис Цветков. Като ученичка в 11-и клас, на 17 март 1951 г. се явява на прослушване при Светослав Обретенов и композитора и фолклорист Филип Кутев, и е поканена за хористка в новосъздадения Държавен ансамбъл за народни песни и танци. В продължение на 35 години Цветкова обикаля сцените на Европа, Азия, Африка и Америка с най-престижния фолклорен състав в България. С великолепните си изпълнения на „Сестра кани брата на вечеря“, „Лозо, Лозано“, „Панаир ми се сбираше“, „Кажи, кажи, Ангьо“, „Айде ле, пушка пукна“, жетварската „Айде, слънце зайде“ в аранжимент на Филип Кутев и др. Роза Цветкова обогатява репертоара на ансамбъла. Част от песните си певицата е издирила от селища като Огражден, Беласица, Голешево.
През 60-те и 70-те години, заедно с Янка Младенова и Стояна Лалова, Роза се изявява и като камерна певица в по-малки състави. С тях тя печели златен медал на Московския младежки фестивал през 1957 г.
Роза Цветкова е направила над 50 солови записа за БНР и има три издадени грамофонни плочи от звукозаписната компания „Балкантон“.
Умира на 26 август 2016 година в София.